# John Montagu, 2. Duke of Montagu

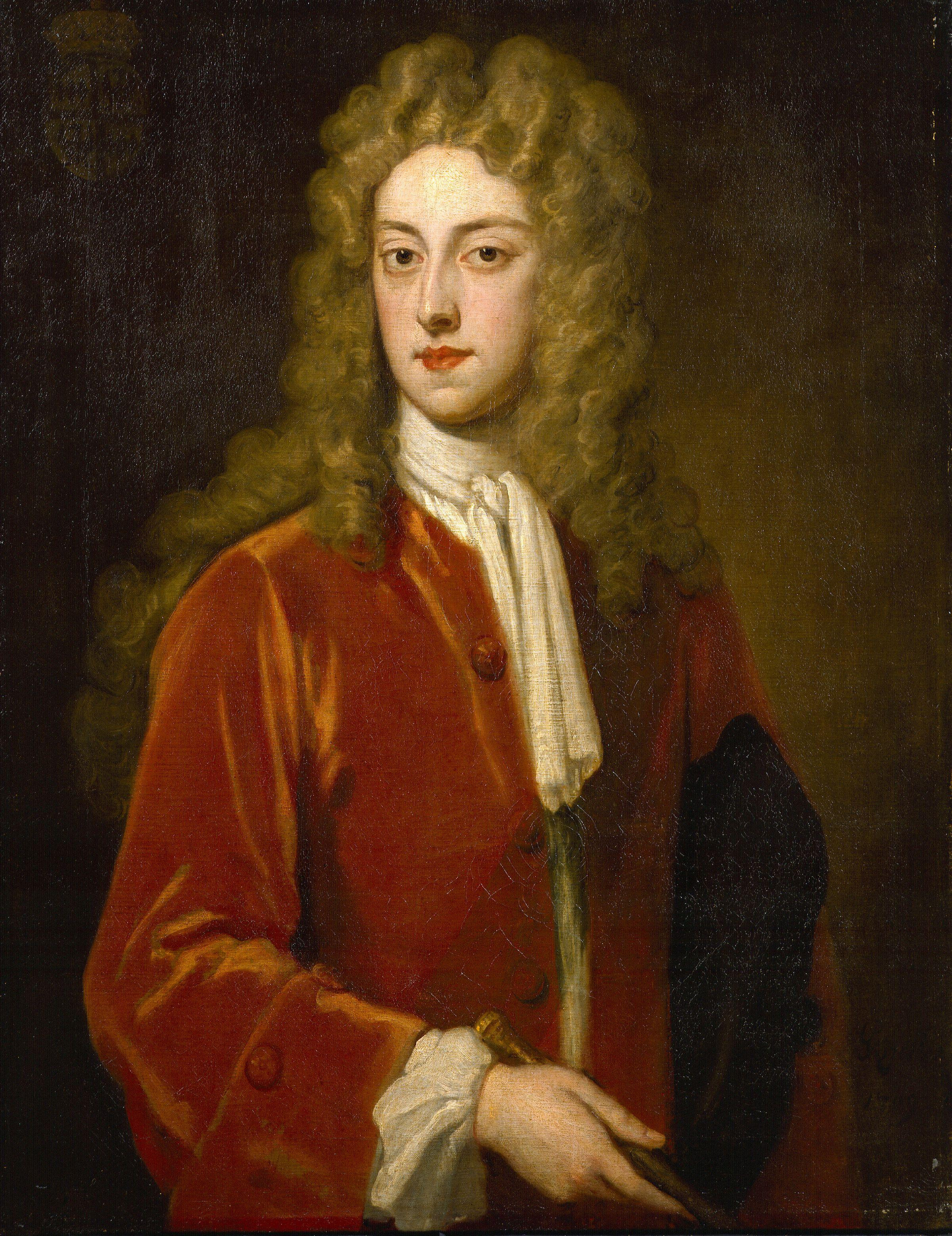
John Montagu, 2. Duke of Montagu

John Montagu, 2. Duke of Montagu, KG, GMB, PC (* 29. März 1690 in Boughton House, Northamptonshire; † 5. Juli 1749) war ein britischer Peer und Höfling.

## Leben
Montagu war der dritte, aber einzige überlebende Sohn von Ralph Montagu, 1. Duke of Montagu, aus dessen erster Ehe mit Lady Elizabeth Wriothesley, Tochter des Thomas Wriothesley, 4. Earl of Southampton. Seit sein Bruder Windwood im Mai 1702 gestorben war, führte er als Heir apparent seines Vaters den Höflichkeitstitel Lord Monthermer. Er wurde von Privatlehrern ausgebildet und unternahm eine Grand Tour nach Frankreich und Italien.
Am 17. März 1705 wurde er mit Lady Mary Churchill, Tochter von John Churchill, 1. Duke of Marlborough und Sarah Jenyns, verheiratet.
Beim Tod seines Vaters erbte er 1709 dessen Adelstitel als 2. Duke of Montagu, 2. Marquess of Monthermer, 2. Earl of Montagu, 2. Viscount Monthermer und 3. Baron Montagu. Er erhielt auch dessen Hofamt als Master of the Great Wardrobe. Bei der Krönung König Georgs I. übte Montagu 1714 das Staatsamt des Lord High Constable aus. Der König ernannte ihn 1715 zum Colonel des 1st Troop of Horse Guards sowie zum Gold Stick.
1717 wurde Montagu als Fellow am Royal College of Physicians aufgenommen. 1719 wurde er Knight Companion des Hosenbandorden und 1725 Knight Companion und zugleich erster Großmeister des neugegründeten Order of the Bath. Zudem wurde er Fellow der Royal Society und Großmeister der Freimaurer-Großloge von England.
Am 22. Juni 1722 ernannte König Georg I. Montagu zum Gouverneur der Inseln St. Lucia und St. Vincent. Er ernannte daraufhin Nathaniel Uring, einen Handelskapitän und Abenteurer, zum stellvertretenden Gouverneur und entsandte ihn mit sieben Schiffe, die Inseln zu besiedeln. Uring gründete zunächst eine Siedlung auf Petit Canouan. Da er und die Kolonisten keine unmittelbare Unterstützung der in der Region stationierten Verbände der Royal Navy erhielten, wurden die Kolonisten kurz darauf von französischen Landungstruppen aus Martinique zum Abzug genötigt. Ein anschließender Besiedlungsversuch auf St. Vincent scheiterte ebenfalls.
Bei der Krönung König Georgs II. trug Montagu das Zepter. Von 1734 bis 1740 war er Captain der Gentlemen Pensioners. 1735 wurde er zum Major-General der British Army befördert. 1736 wurde er ins Privy Council aufgenommen. 1737 war er kurzzeitig erneut Colonel des 1st Troop of Horse Guards von 1740 bis 1749 Colonel des 3rd Troop of Horse Guards und von 1740 bis 1741 und 1743 bis 1749 Master-General of the Ordnance. 1739 wurde er zum Lieutenant-General und 1745 zum General befördert. Anlässlich des Zweiten Jakobitenaufstands von 1745 stellte Montagu ein Kavallerieregiment (Montagu’s Carabineers genannt) und ein Füsilierregiment (Ordnance Foot genannt) auf, die zum Garnisons- und Patrouillendienst in Südengland eingesetzt wurden, bevor sie nach dem Sieg in der Schlacht bei Culloden aufgelöst wurden.
Montagu war einer der Unterstützer des 1739 in London gegründeten Foundling Hospital, des ersten Heims zur Aufnahme von Findelkindern. Er finanzierte auch die Ausbildung einzelner Schwarzer, die daraufhin bemerkenswerte Karrieren machten, insbesondere Ignatius Sancho (1729–1780), einem Komponisten und Schriftsteller, und Francis Williams (1700–1770), einem Dichter.
Montagus Landsitz, Boughton House in Northamptonshire, wurde von ihm nach dem Vorbild von Schloss Versailles angelegt und gehört heute der Familie der Dukes of Buccleuch. Nach seinem Tod wurde seine Stadtresidenz, Montagu House, Bloomsbury, zum ersten Sitz des British Museum.

## Kinder

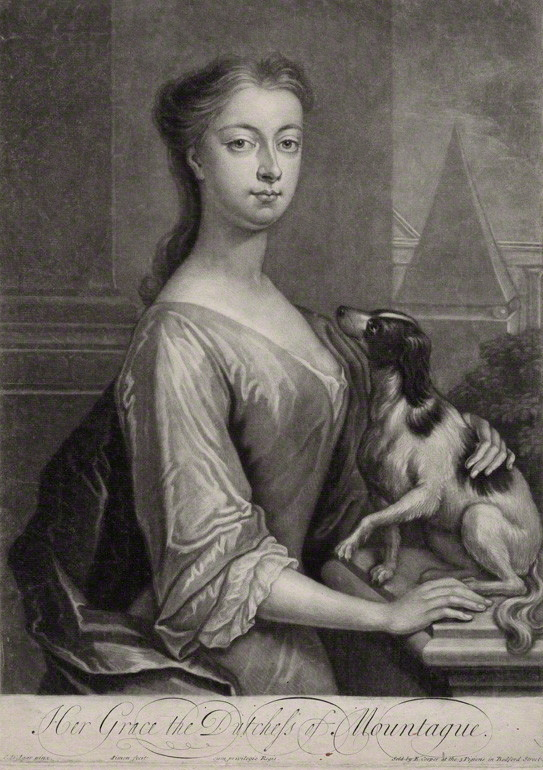
Stich von John Simon: Mary Montagu, Duchess of Montagu

Aus seiner Ehe mit Lady Mary Churchill hatte er fünf Kinder:
- John Montagu, Marquess of Monthermer (1706–1711);
- George Montagu (starb als Säugling);
- Lady Mary Montagu (um 1711–1775), ⚭ George Brudenell, 4. Earl of Cardigan;
- Lady Isabella Montagu († 1786), ⚭ (1) 1723 William Montagu, 2. Duke of Manchester, ⚭ (2) 1743 Edward Hussey-Montagu, 1. Earl of Beaulieu;
- Edward Montagu Churchill Montagu, Marquess of Monthermer (1725–1727).

Da alle seine drei Söhne jung und vor ihm starben, erloschen seine Adelstitel bei seinem Tod im Jahre 1749. Seine Güter erbte seine Tochter Mary. Deren Ehemann George Brudenell, 4. Earl of Cardigan nahm das Wappen und den Namen von Montagu an. 1766 wurde er zum Duke of Montagu erhoben. 1790 starb der Titel des Duke of Montagu zum zweiten Mal aus, da sein einziger Sohn, der zum Baron Montagu of Boughton ernannt wurde, vor ihm starb. Dessen einzige Schwester Elizabeth heiratete Henry Scott, 3. Duke of Buccleuch, 5. Duke of Queensberry der seither den Besitz der Montagu innehat.